# Guillaume Tardif
Guillaume Tardif (1440-1492) fue un  literato y humanista nacido en Francia.

## Biografía
Tardif nació en 1440 en Le Puy-en-Velay, y profesó las humanidades y retórica en el Colegio de Navarra de París con distinción, y tuvo como alumno al célebre Johannes Reuchlin, quien testificó en muchas de sus obras la estima por los talentos de su maestro.
Bien pronto Balbi faltó a todas esta promesas solemnes y compuso una violenta sátira titulada Rhetor gloriosus. Tardif no se dignó contestarle, pero su adversario cometió la imprudencia de indisponerse con otros sabios  y particularmente con Publio Fausto Andrelino. Este le instigó a que se defendiera y comenzó a escudriñar y a vigilar muy de cerca la conducta del profesor  italiano, dando por resultado esta pesquisa que las costumbres de Balbi no eran las más puras. Espantado Balbi por el peligro que corría, abandonó París a toda prisa y se refugió en Inglaterra. La Anti-balbica es la respuesta de Tardif al Rhetor gloriosus de Balbi (cita sacada de la obra de March. de Morante Catalogus librorum doctoris F. Joach. Gomez de la Cortina, Matriti, 1859).
Franciscus Florius le dedica a Tardif en 1647 su romance <<De amore Camilli et Emiliae>> y Carlos VIII de Francia al llegar al trono le protege y le nombra su lector ordinario; pero sus éxitos y su vanidad le suscitaron enemigos y el obispo de Göritz, Carintia y profesor de bellas letras en París y Viena Girolamo Balbi (1460-1535) le ataca vivamente en una sátira <<Rethor gloriosus>> (obras de Balbi en <<Opera omnia quae supersunt>>, Wien, 1991-96, 5 vols.).
Una edición de Tardif rara de Cayo Julio Solino, París, de Caesaris, 1475, contiene gramática y retórica, compilación de preceptos de los mejores  autores, en caracteres góticos, y otras obras de Tardif, las siguientes: apólogos y fábulas de Esopo, traducidas del latín de Lorenzo Valla (1407-1457), conteniendo las últimas 14 páginas dichos de Plutarco, un libro del arte de la cetrería y los sabuesos de caza, tratado compuesto por orden del rey, recolección de antiguos manuscritos, con el tratado de halconería del caballero de Rodas y de la  Orden de San Juan de Jerusalén, quien vivió en la corte de Luis XI de Francia, Jean de Francieres (1400-1488) <<La fauconnerie>>, de los maestros Martino, Malopin, Michelin y A. Cassian, reeditada en Lum, 1967, y otras.

## Obras
- Rhetoricae artis ac oratoriae facultatis compendium, París, 1475.
- Grammatica et rhetorica, 1480.
- Le livre de l'art de fauiconnerie et des chiens de chasse, París, 1492.
- Anti-Balbica,..., París, 1495.
- una edición del Polyhistor de C.J. Solinus, París, 1472, in-4.º.
- Traducción del latín de Lorenzo Valla  Apologues et fables d'Esope, 1490, in-fol.
- Traducción de la obra de Poggio Bracciolini  (1380-1459) Les faceries de Poge:...., Geneve, droz, 2003.